# Карка, Гедиминас
Гедими́нас Карка́ (лит. Gediminas Karka), (26 ноября 1922, Паневежис — 7 мая 1991, там же) — советский и литовский актёр театра и кино, Народный артист Литовской ССР (1988)
 , режиссёр.

## Биография
Родился 26 ноября 1922 года в Паневежисе.
В 1945 году окончил студию Пеневежского драматического театра и работал в этом театре актёром, а с 1954 года — и режиссёром.
В 1988 году ему было присвоено почётное звание «Народный артист Литовской ССР».
Скончался 7 мая 1991 года.

### Семья
- Жена — актриса Эугения Шулгайте (1923—2014), заслуженная артистка Литовской ССР.

## Творчество
Сыграл в театре около ста двадцати ролей, в кино — около тридцати. 

### Театральные работы
- «Иванов» А. П. Чехова — Шабельский

### Актёрские работы
- 1968 — Чувства — начальник милиции
- 1968 — Когда я был маленьким — классный руководитель
- 1969 — Я, Франциск Скорина… — монах-иезуит
- 1962 — Шаги в ночи — Йокубас
- 1970 — Мужское лето — «Дядя», член отряда «лесных братьев»
- 1971 — Камень на камень — эконом — главная роль
- 1972 — Геркус Мантас — Алепсис, жрец пруссов
- 1972 — Вашингтонский корреспондент — бармен Генри
- 1973 — Открытие — Чанеев, директор института
- 1974 — Приключения в городе, которого нет — Жавер
- 1976 — Фаворит — Джордж Эдгар Пенн
- 1983 — Полёт через Атлантический океан — Казимерас
- 1983 — Уроки ненависти — немецкий солдат
- 1987 — Выставка — Рукас, бывший директор музея
- 1988 — Не помню лица твоего — сторож

### Режиссёрские работы
- 1966 — Ночи без ночлега